# Film i Väst

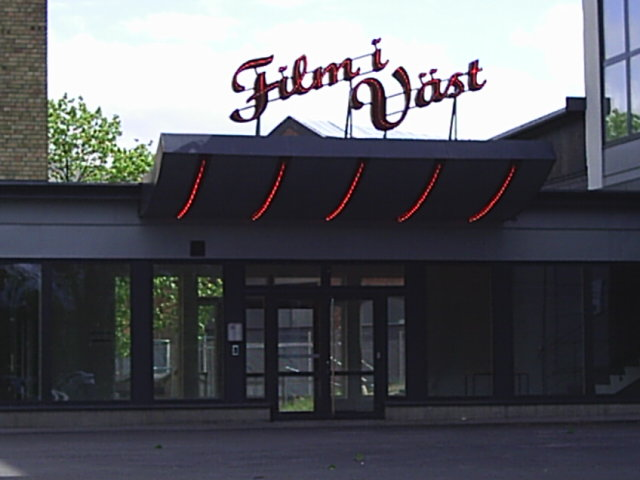
Entré

Film i Väst är en regional filmfond och finansiär av film- och tv-drama. Film i Väst bildades 1992 av Älvsborgs läns landsting (numera del av Västra Götalandsregionen). Huvudkontoret finns sedan 1996 i Trollhättan, tidigare var det beläget i Alingsås. Film i Väst blev tidigt känt under smeknamnet Trollywood (av Trollhättan + Hollywood). Film i Väst har sedan starten totalt samproducerat mer än 1 300 svenska och internationella långfilmer, dramaserier, dokumentär- och kortfilmer.

## Film- och tv-produktioner (i urval)
- 1998 – Fucking Åmål
- 1998 – Under solen
- 1999 – Noll tolerans
- 1999 – Tsatsiki, morsan och polisen
- 2000 – Dancer in the Dark
- 2000 – Den bästa sommaren
- 2000 – Det nya landet
- 2000 – Jalla! Jalla!
- 2000 – Tillsammans
- 2001 – Livvakterna
- 2001 – Tsatsiki - vänner för alltid
- 2002 – Alla älskar Alice
- 2002 – Bäst i Sverige!
- 2002 – Lilja 4-ever
- 2003 – Den tredje vågen
- 2003 – Dogville
- 2003 – Hannah med H
- 2003 – Kopps
- 2003 – Miffo
- 2003 – Smala Sussie
- 2003 – Tillfällig fru sökes
- 2004 – Danslärarens återkomst
- 2004 – Masjävlar
- 2005 – Kim Novak badade aldrig i Genesarets sjö
- 2005 – Tjenare kungen
- 2005 – Zozo
- 2006 – Storm
- 2008 – De ofrivilliga
- 2009 – I taket lyser stjärnorna
- 2009 – Antichrist
- 2009 – Snabba Cash
- 2010 – Cornelis
- 2010 – Hämnden
- 2011 – Melancholia
- 2011 – Kronjuvelerna
- 2011 – Stockholm Östra
- 2011 – Play
- 2011 – Simon och ekarna
- 2011 – Apflickorna
- 2012 – Äta Sova Dö
- 2012 – Avalon
- 2012 – Call Girl
- 2012 – Snabba Cash 2
- 2012 – A Royal Affair
- 2012 – Jakten
- 2013 – Monica Z
- 2013 – Bröllop i Italien
- 2013 – Only God Forgives
- 2013 – Hundraåringen som klev ut genom fönstret och försvann
- 2014 – Turist
- 2014 – Bamse i Tjuvstaden
- 2014 – Sune i fjällen
- 2014 – Micke & Veronika
- 2015 – Tjuvheder
- 2015 – En man som heter Ove
- 2015 – Min lilla syster
- 2015 – Efterskalv
- 2016 – Jätten
- 2016 – Kongens Nei
- 2016 – I Called Him Morgan
- 2016 – Hundraettåringen som smet från notan och försvann
- 2016 – Springfloden
- 2017 – The Square
- 2017 – Måste Gitt
- 2017 – Vår tid är nu
- 2017 – The Nile Hilton Incident
- 2017 – Ted – För kärlekens skull
- 2017 – A Ciambra
- 2017 – Villebråd
- 2023 – Forever

## Utmärkelser
- 1994 - Guldbagge för kreativa insatser